# Publio Trebonio
Publio Trebonio (en latín Publius Trebonius) tribuno consular del año 379 a. C.. Su nombre no aparece en Tito Livio entre los tribunos consulares de ese año.
La gens Trebonia, de origen plebeya, era de considerable antigüedad, y se ganó distinción entre los romanos tan temprano como el año 447 a. C., pero ninguno de sus miembros obtuvo el consulado durante la República, época en la cual tampoco se encuentra ninguno de los miembros de esta gens mencionado con algún apellido.